# Palazzo Spinola di Luccoli-Balestrino
Il palazzo Spinola di Luccoli-Balestrino è un edificio sito in Piazza delle Fontane Marose al civico 1 nel centro storico di Genova. L'edificio fu inserito nella lista dei palazzi iscritti ai Rolli di Genova.

## Storia e descrizione
Il palazzo sorge sull'area dove, nel XVI secolo, era la casa con giardino ricostruita da Gio. Giacomo Spinola (1549), all'angolo superiore dell'attuale vico Stella, e quella di Benedetto Spinola "de Mongiardino" con prospetto su Luccoli affrescato da Luca Cambiaso (1567).
L'attuale configurazione neoclassica, con un ordine gigante ionico in facciata, si deve al disegno di Nicolò Laverneda e Angelo Cavanna; il corpo di fabbrica a lato del palazzo viene innalzato, invece, nei primi decenni del Novecento.
All'interno vi sono affreschi di Francesco Gandolfi e paesaggi di Tammar Luxoro che ricordano la val Polcevera dove Giovanni Battista Cambiaso (doge della Repubblica di Genova nel 1771 - 1772) aveva tracciato lo stradone (oggi via Walter Fillak), che conduceva alla sua villa di Cremeno.
Nel 1935 lavorarono al palazzo anche gli architetti Giuseppe Crosa e Gaetano Orzali.
Sede italiana del ""Banco de Italia y del Rio De la Plata", è poi diventato proprietà della Banca Cariplo che ha ultimo i lavori di ristrutturazione dopo l'incendio del luglio 1994 e poi Intesa San Paolo. Durante i lavori si scatenò un piccolo incendio che al piano terra rivelò una struttura voltata su colonne cinquecentesche.